# اولیو وایندهام
اولیو وایندهام (انگلیسی: Olive Wyndham; ۱۶ ژوئن ۱۸۸۶ – ۲۴ نوامبر ۱۹۷۱) بازیگر اهل ایالات متحده آمریکا بود.